# Lista de singles número um na Hot Dance Club Songs em 2008
Este anexo contém as canções lançadas como singles que atingiram a primeira posição da tabela musical estado-unidense Hot Dance Club Songs em 2008. A lista contém as faixas mais tocadas em danceterias por disc jockeys (DJ) do país que precisam atender a critérios da revista Billboard para a publicação de seus dados.
| Data de admição | Single                     | Artista                               | Referência(s) |
| --------------- | -------------------------- | ------------------------------------- | ------------- |
| 5 de janeiro    | "Kingdom"                  | Dave Gahan                            | [ 2 ]         |
| 12 de janeiro   | "No, No, No"               | Ono                                   | [ 3 ]         |
| 19 de janeiro   | "Band of Gold"             | Kimberley Locke                       | [ 4 ]         |
| 26 de janeiro   | "Stars"                    | Erika Jayne                           | [ 5 ]         |
| 2 de fevereiro  | "Taking Chances"           | Céline Dion                           | [ 6 ]         |
| 9 de fevereiro  | "Love Like This"           | Natasha Bedingfield com Sean Kingston | [ 7 ]         |
| 16 de fevereiro | "Just Fine"                | Mary J. Blige                         | [ 8 ]         |
| 23 de fevereiro | "Give It All You Got"      | Ultra Naté com Chris Willis           | [ 9 ]         |
| 1° de março     | "Amazing"                  | Celeda                                | [ 10 ]        |
| 8 de março      | "Piece of Me"              | Britney Spears                        | [ 11 ]        |
| 15 de março     | "Together"                 | Bob Sinclar com Steve Edwards         | [ 12 ]        |
| 22 de março     | "Feedback"                 | Janet                                 | [ 13 ]        |
| 29 de março     | "The Boss"                 | Kristine W                            | [ 14 ]        |
| 5 de abril      | "Beautiful"                | Taylor Dayne                          | [ 15 ]        |
| 12 de abril     | "The Flame 08"             | Erin Hamilton                         | [ 16 ]        |
| 19 de abril     | "I'm a Fire"               | Donna Summer                          | [ 17 ]        |
| 26 de abril     | "Sexual Eruption"          | Snoop Dogg                            | [ 18 ]        |
| 3 de maio       | "Break You"                | Ralph Falcon                          | [ 19 ]        |
| 10 de maio      | "Touch My Body"            | Mariah Carey                          | [ 20 ]        |
| 17 de maio      | "4 Minutes"                | Madonna com Justin Timberlake         | [ 21 ]        |
| 24 de maio      | "4 Minutes"                | Madonna com Justin Timberlake         | [ 22 ]        |
| 31 de maio      | "Pocketful of Sunshine"    | Natasha Bedingfield                   | [ 23 ]        |
| 7 de junho      | "Break the Ice"            | Britney Spears                        | [ 24 ]        |
| 14 de junho     | "Leavin'"                  | Jesse McCartney                       | [ 25 ]        |
| 21 de junho     | "Disco Lies"               | Moby                                  | [ 26 ]        |
| 28 de junho     | Same Old Fucking Story     | Cyndi Lauper                          | [ 27 ]        |
| 5 de julho      | "Stamp Your Feet"          | Donna Summer                          | [ 28 ]        |
| 12 de julho     | "Stamp Your Feet"          | Donna Summer                          | [ 29 ]        |
| 19 de julho     | "Turn It Up"               | Mark Picchiotti apresenta Basstoy     | [ 30 ]        |
| 26 de julho     | "Fall"                     | Kimberley Locke                       | [ 31 ]        |
| 2 de agosto     | "When I Grow Up"           | Pussycat Dolls                        | [ 32 ]        |
| 9 de agosto     | "Give It 2 Me"             | Madonna                               | [ 33 ]        |
| 16 de agosto    | "Give Peace a Chance"      | Ono                                   | [ 34 ]        |
| 23 de agosto    | "I Decided"                | Solange                               | [ 35 ]        |
| 30 de agosto    | "Into the Nightlife"       | Cyndi Lauper                          | [ 36 ]        |
| 6 de setembro   | "Closer (canção de Ne-Yo)" | Ne-Yo                                 | [ 37 ]        |
| 13 de setembro  | "Disturbia"                | Rihanna                               | [ 38 ]        |
| 20 de setembro  | "Control Yourself"         | Erin Hamilton                         | [ 39 ]        |
| 27 de setembro  | "Shut Up and Let Me Go     | The Ting Tings                        | [ 40 ]        |
| 4 de outubro    | "I Love to Move in Here"   | Moby                                  | [ 41 ]        |
| 11 de outubro   | "Angel"                    | Natasha Bedingfield                   | [ 42 ]        |
| 18 de outubro   | "And I Try"                | Bimbo Jones                           | [ 43 ]        |
| 25 de outubro   | "Bossy"                    | Lindsay Lohan                         | [ 44 ]        |
| 1° de novembro  | "Can You Feel That Sound"  | Georgie Porgie                        | [ 45 ]        |
| 8 de novembro   | "The Space Dance"          | Danny Tenaglia                        | [ 46 ]        |
| 15 de novembro  | "Get Up"                   | Mary Mary                             | [ 47 ]        |
| 22 de novembro  | "Don't Call Me Baby"       | Kreesha Turner                        | [ 48 ]        |
| 29 de novembro  | "Grass Is Greener"         | Dave Audé com Sisely Treasure         | [ 49 ]        |
| 6 de dezembro   | "Reach Out"                | Hilary Duff                           | [ 50 ]        |
| 13 de dezembro  | "Right Here (Departed)"    | Brandy                                | [ 51 ]        |
| 20 de dezembro  | "Sandcastle Disco"         | Solange                               | [ 52 ]        |
| 27 de dezembro  | "The Greatest"             | Michelle Williams                     | [ 53 ]        |